# Thomas Schmidt-Kowalski
Thomas Schmidt-Kowalski (* 21. Juni 1949 in Oldenburg (Oldb), Niedersachsen; † 5. Januar 2013 ebenda) war ein deutscher Komponist.

## Leben
Schmidt-Kowalski begann im Alter von 12 Jahren, sich intensiv mit Musik zu beschäftigen und eignete sich autodidaktisch eine musikalische Bildung an. Ab 1971 studierte er zunächst an der Hochschule für Musik und darstellende Kunst in Berlin und von 1972 bis 1977 bei Alfred Koerppen an der Musikhochschule Hannover Komposition. Im Laufe seines Studiums wandte sich Schmidt-Kowalski völlig von der musikalischen Avantgarde ab, was wiederholt zu Konflikten mit seinen Lehrern führte. Seit dem Ende der 1970er Jahre war er als freischaffender Komponist tätig und schrieb vor allem Auftragswerke für Solisten oder Veranstaltungen. Ab 2002 trat Schmidt-Kowalski auch durch CD-Produktionen in Erscheinung. International wurden seine Kompositionen in London, Oxford, Cambridge, Sydney, Melbourne und Mexiko-Stadt präsentiert. Am 21. September 2007 wurde die 4. Sinfonie in der Yokohama Minato Mirai Hall als Japanpremiere aufgeführt. Schmidt-Kowalski ist auch als Dirigent eigener Werke hervorgetreten. Im Gegensatz zu seiner internationalen Anerkennung stand die Schmidt-Kowalskis in seiner Heimatstadt Oldenburg: Erst nach seinem Tod war dort seine 3. Sinfonie (1997–2000) erstmals zu hören, in einem live mitgeschnittenen Schlosskonzert der damals vom Dirigenten Olaf Wiechmann dirigierten Kammersinfonie Oldenburg am 24. November 2013. Auch der umfangreiche Notennachlass des verstorbenen Komponisten verblieb zunächst nicht in der Stadt Oldenburg, sondern wechselte in den Besitz des Landesliegenschaftsfonds Hannover. Ob die durch das Oldenburger Schlosskonzert vom 24. November 2013 angeregten Bemühungen der Oldenburger Landschaft erfolgreich sein werden, die Noten dem Staatsarchiv Oldenburg und über dieses künftig allen an Einsichtnahme oder Aufführungen interessierten Personen zugänglich zu machen, ist derzeit (Stand 2013) noch nicht entschieden.

## Tonsprache
Schmidt-Kowalski sah in der musikalischen Romantik, die er nicht als Epoche, sondern als geistige Haltung begriff, den Bezugspunkt seines Schaffens. Seine Vorbilder waren Robert Schumann, Johannes Brahms und Anton Bruckner; seine Musik ist zur Gänze der Tonalität verpflichtet. Auch Formgebung und Harmonik seiner Werke beruhen im Wesentlichen auf der Musik des 19. Jahrhunderts. Die Grundstimmung seiner Musik ist lyrischer bis epischer Natur; starke Bedeutung maß der Komponist dem melodischen Element zu. Der Schwerpunkt seines Schaffens lag auf Kammermusik und Orchesterwerken. Nach eigener Aussage strebte er eine Tonsprache an, die der (von ihm postulierten) "menschlichen Sehnsucht nach Harmonie" gerecht werden sollte.

## Werke
- Orchesterwerke
  - Sinfonie Nr. 1 D-Dur op. 15 (1981)
  - Sinfonie Nr. 2 B-Dur op. 57 "Sinfonie zur Jahrtausendwende" (1996)
  - Sinfonie Nr. 3 d-Moll op. 67 (1997–2000)
  - Sinfonie Nr. 4 C-Dur op. 96 (2003/04)
  - Kammersinfonie Nr. 1 F-Dur op. 32 (1988)
  - Kammersinfonie Nr. 2 c-Moll op. 35 (1990)
  - "Sternennacht" für großes Orchester op. 34,2 (1990/2007)
  - "Leidenschaft und früher Tod", Sinfonische Fantasie op. 69 (1999)
  - "Wiederkehr von Atlantis", Sinfonische Dichtung op. 103 (2005)
- Werke für Blasorchester
  - Drei Stimmungsbilder G-Dur op. 68 (1998)
  - "Die Hymne an den Unendlichen" op. 89 (2003)
  - Fantasie nach dem Gedicht "Gesang der Geister über den Wassern" von Goethe für Blasorchester und Chor op. 92 (2002/03)
  - "Atlantis-Trilogie", Drei Fantasiestücke op. 102 (2005)
  - Sinfonische Phantasie für großes Orchester über "Das Lied von der Glocke" (von Friedrich Schiller) op. 112
- Werke für Streichorchester
  - "Impressionen in g-moll" für Streichorchester op. 101
  - "Meditationen zum Volkstrauertag" für Streichorchester op. 105 (2006/07) (Auftragswerk für den Volksbund Deutsche Kriegsgräberfürsorge)
- Konzerte
  - Violinkonzert Nr. 1 d-Moll op. 50 (1994)
  - Violinkonzert Nr. 2 h-Moll op. 100 (2005)
  - Violoncellokonzert a-Moll op. 84 (2002)
  - Elegie fis-moll für Viola und Orchester op. 106 (2007/08)
  - Klavierkonzert g-moll op. 108 (2010)
  - Violakonzert fis-moll op. 111 (2010)
- Vokalmusik
  - "Die Suche nach dem verlorenen Land", Oratorium op. 21 (1982)
  - Missa c-Moll op. 85 (2002)
  - Lieder
- Kammermusik
  - 3 Violinsonaten (Nr. 1 h-Moll op. 10, 1980, Nr. 2 G-Dur op. 17, 1982, Nr. 3 E-Dur op. 33, 1985–88)
  - Violasonate C-Dur op. 39 (1992)
  - 3 Violoncellosonaten (Nr. 1 d-Moll op. 4, 1979, Nr. 2 fis-Moll op. 12, 1980/81, Nr. 3 B-Dur op. 99 "Atlantis", 2005)
  - 3 Klaviertrios (Nr. 1 a-Moll op. 13, 1981, Nr. 2 d-Moll op. 18, 1981/82, Nr. 3 A-Dur op. 38, 1992)
  - 4 Klavierquartette (Nr. 1 h-Moll op. 7, 1978/79, Nr. 2 E-Dur op. 9, 1980, Nr. 3 E-Dur op. 63, 1997, Nr. 4 Es-Dur op. 104, 2006)
  - 2 Streichquartette (Nr. 1 D-Dur op. 47, 1993, Nr. 2 G-Dur op. 98, 2004)
  - 2 Streichsextette (Nr. 1 Es-Dur op. 45, 1992, Nr. 2 c-Moll op. 53, 1994)
- Klavierwerke
  - 7 Klaviersonaten
  - Fantasien
  - Klavierstücke